# Natação artística no Campeonato Europeu de Esportes Aquáticos de 2018 - Rotina livre dueto
A prova da rotina livre dueto da natação artística no Campeonato Europeu de Esportes Aquáticos de 2018 ocorreu nos dias 4 e 7 de agosto no Scotstoun Stadium, em Glasgow no Reino Unido. 

## Calendário
| Fase       | Data        | Hora  |
| ---------- | ----------- | ----- |
| Preliminar | 4 de agosto | 09:00 |
| Final      | 7 de agosto | 09:00 |

Todos os horários estão no horário local (UTC+0)

## Medalhistas
| Ouro                                                | Prata                                            | Bronze                                  |
| Rússia · Svetlana Kolesnichenko · Varvara Subbotina | Ucrânia · Anastasiya Savchuk · Yelyzaveta Yakhno | Itália · Linda Cerruti · Costanza Ferro |

## Resultados
Esses foram os resultados da competição.
| Pos.              | Nacionalidade | Nadadoras                                    | Preliminar | Preliminar | Final       | Final       |
| Pos.              | Nacionalidade | Nadadoras                                    | Pontos     | Pos.       | Pontos      | Pos.        |
| ----------------- | ------------- | -------------------------------------------- | ---------- | ---------- | ----------- | ----------- |
| Medalha de ouro   | Rússia        | Svetlana Kolesnichenko Varvara Subbotina     | 96.0333    | 1          | 96.7000     | 1           |
| Medalha de prata  | Ucrânia       | Anastasiya Savchuk Yelyzaveta Yakhno         | 93.3000    | 2          | 93.4000     | 2           |
| Medalha de bronze | Itália        | Linda Cerruti Costanza Ferro                 | 91.1667    | 3          | 92.1333     | 3           |
| 4                 | Espanha       | Paula Ramírez Sara Saldaña                   | 89.1667    | 4          | 90.0667     | 4           |
| 5                 | Grécia        | Evangelia Papazoglou Evangelia Platanioti    | 87.1000    | 5          | 89.1667     | 5           |
| 6                 | França        | Maureen Jenkins Eve Planeix                  | 86.8333    | 6          | 87.2333     | 6           |
| 7                 | Áustria       | Anna-Maria Alexandri Eirini-Marina Alexandri | 86.5667    | 7          | 87.1667     | 7           |
| 8                 | Países Baixos | Bregje de Brouwer Noortje de Brouwer         | 84.5000    | 8          | 85.2000     | 8           |
| 9                 | Bielorrússia  | Iryna Limanouskaya Veronika Yesipovich       | 82.9667    | 9          | 83.9333     | 9           |
| 10                | Suíça         | Vivienne Koch Noemi Peschl                   | 82.0667    | 10         | 82.9000     | 10          |
| 11                | Reino Unido   | Kate Shortman Isabelle Thorpe                | 80.9667    | 11         | 82.0000     | 11          |
| 12                | Alemanha      | Marlene Bojer Daniela Reinhardt              | 80.3000    | 12         | 80.6000     | 12          |
| 13                | Israel        | Eden Blecher Yael Polka                      | 80.2333    | 13         | Não avançou | Não avançou |
| 14                | Liechtenstein | Lara Mechnig Marluce Schierscher             | 78.2333    | 14         | Não avançou | Não avançou |
| 15                | Eslováquia    | Nada Daabousová Diana Miškechová             | 77.9333    | 15         | Não avançou | Não avançou |
| 16                | Turquia       | Defne Bakırcı Mısra Gündeş                   | 75.5333    | 16         | Não avançou | Não avançou |
| 17                | Sérvia        | Nevena Dimitrijević Jelena Kontić            | 74.4333    | 17         | Não avançou | Não avançou |
| 18                | Portugal      | Maria Gonçalves Cheila Vieira                | 73.6667    | 18         | Não avançou | Não avançou |
| 19                | Bulgária      | Aleksandra Atanasova Dalia Penkova           | 73.2333    | 19         | Não avançou | Não avançou |